# Moshe Avigdor Amiel
Pour les articles homonymes, voir Amiel.
Moshe Avigdor Amiel, né en 1882 à Porazava, dans l'Empire russe, aujourd'hui en Biélorussie et mort le 27 mars 1945,. à Tel-Aviv en Palestine mandataire (maintenant en Israël) est un rabbin israélien, né dans l'Empire russe, rabbin (Av Beth Din) d'Anvers, en Belgique puis grand-rabbin de Tel-Aviv de 1935 à 1946. Il est une des figures marquantes du Mizrachi, le mouvement du sionisme religieux. Il est le beau-père de Israël Salzer, grand-rabbin de Marseille pendant quarante six ans et de René Kapel, rabbin français, membre de la Résistance, qui devient plus tard ambassadeur de l'État d'Israël.

## Biographie
Moshe Avigdor Amiel est né à Porasova, en 1882 dans l'Empire russe, aujourd'hui en Biélorussie. Il est le fils de Ya'akov Yosef Amiel et de Rebecca Leah Amiel,. Il a deux frères (Reuvein Amiel et Herschel Amiel) et deux sœurs(Pesha Chana Amiel et Ruth Kam).
Moshe Avigdor Amiel épouse Masha (Basha Beila) Neviasky, née le 9 mars 1892 à Kovno (Kaunas) et morte le 15 février 1964 à Tel-Aviv en Israël. Elle est enterrée au cimetière de Nahalat Yitshak à Tel-Aviv.
Moshe Avigdor et Masha Amiel ont 8 enfants: 6 filles (Tanya Taiby, Ghita, Fanny (Tsiporah, Shoshana Bracha, Sulamith Sully et Esther) et 2 fils (Eliezer Tzvi (Leyzer) et Levi Isaac).
Tanya Taiby Amiel (épouse  Rabinowitz) est née à Švenčionys, en Lituanie en 1904 et est morte le 5 avril 1993 à Jérusalem en Israël.
Ghita Amiel est née à Švenčionys, en Lituanie le 1er avril 1907. Elle épouse en 1928 Nathan Nata Lindenbaum, né le 20 novembre 1901 à Leinzut en Pologne et mort en 1946 à Terre-Neuve au Canada. Ils ont un fils, Marcel (Mordechai) Lindenbaum, né le 8 octobre 1930 à Anvers en Belgique et mort le 9 juin 2018 à Manhattan, New York. Elle devient, en secondes noces, en 1950, l'épouse de Max Stern, un homme d'affaires, mécène, fondateur de la Hartz Mountain Corporation, qui donne son nom au Stern College de l'université Yeshiva. Max Stern est né le 22 octobre 1898 à Fulda, en Allemagne et est mort le 20 mai 1982 à Manhattan, New York. Max Stern était marié, en premières noces, avec Hilde / Hilda Lowenthal, qu'il divorce, elle est née le 22 octobre 1911 à Eschwege, Hesse, Allemagne et est morte le 29 juillet 1980 à Manhattan, New York. Ils ont 2 fils: Stanley Emanuel Stern, né le 7 avril 1937 à Manhattan, New York et mort le 9 mai 1994 à Manhattan, New York et Leonard Norman Stern, né le 28 mars 1938 à Manhattan, New York. Ghita Lindenbaum-Stern est morte le 13 juillet 2002 à Manhattan, New York, États-Unis.
Fanny (Tsiporah) Amiel est née à Švenčionys, en Lituanie, en 1908. Elle épouse Israël Salzer, le grand-rabbin de Marseille pendant quarante six ans. Israël et Fanny Salzer ont deux filles, Danielle (née en 1935 et morte en 1998) et Myriam (née en 1937).
Shoshana Bracha - Ossie Amiel est née le 10 juillet 1910 à Švenčionys, en Lituanie. Elle épouse René Kapel (Shmuel Ben Zion), rabbin français, membre de la Résistance, qui devient plus tard ambassadeur de l'État d'Israël. Ils ont 1 fils Yossi Yehudah -Jojo Kapel (1936-1992), Elle est morte à Jérusalem, en Israël, le 3 octobre 1973.
Sulamith Sully Amiel est née le 27 décembre 1913  à Švenčionys, en Lituanie. Elle épouse Henri Armand Hugh Seidenberg. Elle est morte en avril 2003 à Manchester au Royaume-Uni.
Eliezer Tzvi (Leyzer) Amiel est né le 14 juin 1914 à Grajewo, en Pologne et est mort le 22 juillet 1997.
Levi Isaac Amiel est né le 2 août 1920 à Berchenn en Belgique et est mort le 15 mai 1994.
Esther Amiel est née à Anvers en Belgique le 27 février 1923.
Une arrière petite-fille, Lihi Lapid est l'épouse de Yair Lapid, ministre des finances d'Israël.  

### Études
Moshe Avigdor étudie d'abord avec son père, Ya'akov Yosef Amiel, puis à la Yechiva de Telshe, dans la ville de Telšiai (en Yiddish: טעלז "Telz"), en Lituanie. Il va ensuite à Vilnius où il étudie avec le rabbin Haïm Soloveitchik et le rabbin Chaim Ozer Grodzinski.

### Rabbin de Švenčionys
En 1905, à l'âge de 25 ans, il devient rabbin de Švenčionys, en Lituanie.

### Rabbin de Grajewo
En 1913, il devient rabbin de Grajewo, en Pologne.

### Sionisme religieux
Il est un des premiers rabbins à s'engager dans le mouvement Mizrachi, pronant le sionisme religieux,,.
Il est avec Yehuda Leib Maimon (1875-1962), l'un des plus importants leaders du sionisme religieux durant la première moitié du XXe siècle.

### Grand-rabbin d'Anvers
Invité par la Communauté Shomre Hadas d'Anvers, l devient en 1920 grand-rabbin (Av Beth Din) d'Anvers en Belgique.
Il fonde en 1920 l'école Tachkemoni d'Anvers. 
Il offre la position de Rosh Yeshiva à son ami Reueven Agushewitz

### Grand-rabbin de Tel-Aviv
Il remporte l'élection comme grand-rabbin de Tel-Aviv en 1935, face aux candidatures du rabbin Joseph B. Soloveitchik (1903-1993),,,  illustre rabbin orthodoxe américain, talmudiste et philosophe. et du rabbin Yitzhak HaLevi Herzog (1888-1959), premier grand-rabbin de l'État libre d'Irlande, de 1921 à 1936, et de 1937 jusqu'à sa mort, grand-rabbin de la Palestine mandataire puis de l'État d'Israël après 1948.
En janvier 1936, il est installé comme grand-rabbin de Tel-Aviv, en présence de 100 rabbins. Il est accueilli à la gare de Tel-Aviv par une large délégation. Une délégation était aller à sa rencontre à Alexandrie, en Égypte.
Il fonde une école secondaire moderne et yechiva, Ha-Yishuv he-Ḥadash, qui porte son nom, la Yeshivat Ha’Rav Amiel. Le rabbin Elazar Shach, y enseigne comme chef de la mesivta (séminaire religieux) à son arrivée en Palestine mandataire au début des années 1940 mais la quitte après avoir appris la désapprobation du rabbin Karelitz à ce sujet.
Il donne la Semikha au rabbin Yechiel Michel HaKohen Katz (-2005) de l'Université Yeshiva.

### Mort
Moshe Avigdor Amiel est mort le 27 mars 1945 à Tel-Aviv, à l'âge de 62 ans .

## Œuvres
- (he) Darkhei Moshe (sur la Halakha), Anvers, 1925
- (he) Ha Middot le-Ḥeker ha-Halakhah (3 volumes)
- (he) Derashot el Ammi
- (he) Hegyonot el Ammi[5]
- (en) Jews, Judaism & Genesis, 2000,  (ISBN 1583304363),  (ISBN 978-1583304365)
- (he) Ben adam la-ḥavero : masekhet yaḥase enosh ba-Yahadut, 1975
- (he) Rimon ben levavot : maḥazeh bi-shete maʻarakhot, 1968
- (he) Hegyonot el ʻami : maḥashavot ve-raʻyonot, seḳirot ṿe-hashḳafot be-ʻinyanim ... shel ʻolam bi-khelal ṿe-ʻolamenu ha-ḳaṭan bi-feraṭ ṿe-ʻal kulam Ribon Kol ha-ʻOlamim : be-tor ḥomer li-derush le-khol parshiyot ha-Torah, le-khol ha-ḥagim u-zemanim shel ha-shanah ṿeli-meʼoraʻot shonim, 1981
- (he) Sefer ha-Midot le-ḥeḳer ha-halakhah : midot ha-higayon ba-hasbara ha-Talmudit, 1939
- (he) ʻEzer el ʻami : ḳovets maʼamarim, neʼumim u-derashot[49]
- (en) Moshe Avigdor Amiel, Menachem Slae & Berakhah Slai. Ethics and legality in Jewish law: justice in the Jewish State according to the Torah. Rabbi Amiel Library, 1992.  (ISBN 0873065670),  (ISBN 9780873065672)
- (en) Light for an Age of Confusion, Philipp Feldheim, 1996.  (ISBN 0873066936),  (ISBN 9780873066938)

## Honneurs
Un timbre postal israélien, de 1,40 Nouveau Shekel, créé en 1987, honore Moshe Avigdor Amiel, à l'occasion du 104e anniversaire de sa naissance.